# Katsiaryna Piatrouskaya
Katsiaryna Piatrouskaya –en bielorruso, Кацярына Пятроўская– (11 de julio de 1995) es un deportista bielorruso que compite en ciclismo en la modalidad de pista. Ganó una medalla de bronce en el Campeonato Europeo de Ciclismo en Pista de 2015, en la prueba de persecución por equipos.

## Medallero internacional
| Campeonato Europeo | Campeonato Europeo | Campeonato Europeo | Campeonato Europeo      |
| Año                | Lugar              | Medalla            | Competición             |
| ------------------ | ------------------ | ------------------ | ----------------------- |
| 2015               | Grenchen (Suiza)   | Medalla de bronce  | Persecución por equipos |

## Palmarés
2016
- 3.ª en el Campeonato de Bielorrusia Contrarreloj

2018
- 3.ª en el Campeonato de Bielorrusia Contrarreloj